# Ride 3
Ride 3 est un jeu vidéo de course développé et édité par Milestone, sorti en 2018 sur Windows, PlayStation 4 et Xbox One.
Il fait suite à Ride et Ride 2.

## Critiques
- Famitsu : 29/40[1]
- Gameblog : 8/10[2]
- Jeuxvideo.com : 15/20[3]